# 日本まんなか共和国

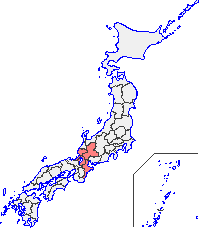
日本まんなか共和国の圏域

日本まんなか共和国（にっぽんまんなかきょうわこく）とは、本州東西軸のほぼ中央に位置する福井県、滋賀県、三重県、岐阜県の4県が連携して行う、広域の観光誘致活動、域内交流を促進する事業の総称である。
尚、これらの圏域と事業の全体を包括する団体は存在していない。又、1980年代の日本国内において多数設立されたミニ独立国とは規模が大きく異なるため、本共和国をその定義に含めることは難しい。

## 経緯及び概要
1997年（平成9年）以降、近畿ブロック知事会と中部圏知事会議の両方に入れられている福井県・滋賀県・三重県の3県による連係事業が行われていたが、1999年（平成11年）に当時の北川正恭・三重県知事が、岐阜県を含めて発展させる本共和国構想を提案し、2000年（平成12年）6月に設立となった。尚、愛知県は含まれていない。
観光誘致活動では、日本国内における観光案内は元より、2005年（平成17年）には中国・上海で行われた観光に関する博覧会へ「日本中央共和国」の名で出展した。
交流は、文化やスポーツなどの企画に留まらず、産業、環境、福祉、医療、男女共同参画など多岐に亘り、従来の地方の枠組みに類似した形態の連携を行っている。

## 知事サミット
1997年（平成9年）～1999年（平成11年）に開催された三重県・福井県・滋賀県の3県知事サミットから発展した、共和国各県の首脳会議を、年1回開催している。
開催日・開催地
- 第1回 2000年（平成12年）11月13日 四日市市（三重県）
- 第2回 2001年（平成13年）8月29日 勝山市（福井県）
- 第3回 2002年（平成14年）10月15日 近江八幡市（滋賀県）
- 第4回 2003年（平成15年）9月10日 多治見市（岐阜県）
- 第5回 2004年（平成16年）11月4日 紀伊長島町（三重県北牟婁郡、現紀北町）
- 第6回 2005年（平成17年）8月4日 敦賀市（福井県）
- 第7回 2006年（平成18年）9月4日 彦根市（滋賀県）
- 第8回 2007年（平成19年）8月8日 各務原市（岐阜県）
- 第9回 2008年（平成20年）7月28日 四日市市（三重県）
- 第10回 2010年（平成22年）3月22日 勝山市（福井県）
- 第11回 2010年（平成22年）8月26日 長浜市（滋賀県）
- 第12回 2012年（平成24年）4月16日 大垣市（岐阜県）

## 文化首都
2002年度（平成14年度）以降、各年度ごとに「国内」の特定の地域を「文化首都」と定め、1年間にわたり関係の県・市町村・各種団体が連携し、観光・文化イベントを重点的に実施している。2009年度の文化首都は滋賀県東近江市である。
文化首都の変遷
- 2002年度（平成14年度） 大垣市（岐阜県）
- 2003年度（平成15年度） 小浜市（福井県）
- 2004年度（平成16年度） 伊賀地域（三重県）
- 2005年度（平成17年度） 近江八幡市（滋賀県）
- 2006年度（平成18年度） 美濃市（岐阜県）
- 2007年度（平成19年度） 越前市（福井県）
- 2008年度（平成20年度） 東紀州地域（三重県）
- 2009年度（平成21年度） 東近江市（滋賀県）

## その他
- 福井放送（日本テレビ系列）、びわ湖放送、三重テレビ、ぎふチャン（以上独立局）の各局が、毎週持ち回りで自県の観光スポットを紹介して、各局で放送した（番組名：日本まんなか直送便）。2022年現在、この番組をベースにした『日本まんなか直送便!+』が福井放送を除く3局と日本まんなか共和国に加盟していない和歌山県を放送エリアとするテレビ和歌山（独立局）で放送中である。